# Hodslavice
Hodslavice (tyska: Hotzendorf) är en by och kommun i Tjeckien. Den ligger i den östra delen av landet, 270 km öster om huvudstaden Prag. Antalet invånare är 1 715.

## Kända personer
- František Palacký (1798-1876), tjeckisk historiker.